# Capitaine-lieutenant (Russie)
Pour les articles homonymes, voir capitaine-lieutenant.
Capitaine-lieutenant (en russe : капитан-лейтенант, kapitan-leïtenant) est un grade militaire utilisé dans les marines de guerre russes : Empire russe, Union des républiques socialistes soviétiques et fédération de Russie.

## Description
Dans la hiérarchie des marines russes il est au-dessus du cтарший лейтенант (premier-lieutenant) et en dessous du capitaine de 3e rang. 